# Шлях реакції
Шлях реакції (англ. reaction path, рос. путь реакции) — траєкторія руху системи від реактантів до продуктів на поверхні потенціальної енергії. Це набір координат, що відповідають усім послідовним значенням потенціальної енергії системи реагуючих молекул під час її переходу зі стану реактантів у стан продуктів через перехідний стан.
Менш строго термін «шлях реакції» вживається у таких значеннях:
- синонім до механізм реакції;
- послідовність синтетичних стадій.